# Anolis medemi
El Anolis medemi o lagarto café de Gorgona es una especie de saurio de la familia Dactyloidae. Es endémico de Colombia

## Distribicion
Es endémico de la isla Gorgona perteneciente al departamento del Cauca, Colombia.

## Etimología
Esta especie recibe el nombre en honor Federico Medem zoólogo letón